# Syndafloden (Sienkiewicz)
Syndafloden, polsk titel Potop, är en roman skriven 1886 av den polske författaren Henryk Sienkiewicz. Titeln syftar på Karl X Gustavs polska krig, vilket i Polen är känt som den svenska syndafloden. Boken översattes till svenska 1901.

## Handling
Boken utspelar sig år 1655 och följer en polsk soldat vid namn Andrzej Kmicic, som får i uppdrag att leda sitt kompani av ryttare i en litauisk adelsmans tjänst under den svenska invasionen av Polen-Litauen kallad Karl X Gustavs polska krig, vilken lämnade landet i spillror. Boken följer Kmicics öde när han reser genom det polska samväldet, och hans relation till sin kärlek Oleńka Billewiczówna. I boken finns också Överste Wołodyjowski och Jan Onufry Zagłoba med som kompanjoner.
Denna bok är del två i trilogin om Polen-Litauen. De andra två är Med eld och svärd och Den lille riddaren.
Boken gjordes om till film av Jerzy Hoffman och släpptes 1974. Den var Oscarsnominerad som bästa utländska film vid Oscarsgalan 1975.